# Вона сказала (фільм)
«Вона сказала» (англ. She Said) — американський художній фільм режисерки Марії Шрадер, заснований на однойменній книзі Меган Туї та Джоді Кантер. Розповідає про сексуальний скандал, пов'язаний із продюсером Гарві Вайнштайном. Головні ролі у фільмі зіграли Кері Малліган та Зої Казан. Прем'єра картини відбулася 13 жовтня 2022 року на кінофестивалі у Нью-Йорку.

## Сюжет
Центральні персонажки фільму — дві журналістки, які переконують постраждалих від сексуальних домагань Гарві Вайнштейна оприлюднити те, що трапилося.

## У ролях
- Кері Малліган — Меган Туї
- Зої Казан — Джоді Кантор
- Патрісія Кларксон — Ребекка Корбетт
- Андре Брауер — Дін Бакей
- Дженніфер Елі — Лора Медден
- Саманта Мортон — Зельда Перкінс
- Том Пелфрі — Джим Ратман
- Ешлі Джад — камео

## Прем'єра
Прем'єра картини відбулася 13 жовтня 2022 на кінофестивалі в Нью-Йорку, а 14 жовтня її показали на кінофестивалі в Лондоні. 18 листопада фільм вийшов в американський прокат.